# Diocesi di Paleopoli di Pamfilia
La diocesi di Paleopoli di Pamfilia (in latino: Dioecesis Palaepolitana in Pamphylia) è una sede soppressa del patriarcato di Costantinopoli e una sede titolare della Chiesa cattolica.

## Storia
Paleopoli di Pamfilia, che secondo recenti studi sarebbe identificabile con Gâvur Ôren nell'odierna Turchia, è un'antica sede episcopale della provincia romana della Panfilia Seconda nella diocesi civile di Asia. Faceva parte del patriarcato di Costantinopoli ed era suffraganea dell'arcidiocesi di Perge.
Benché menzionata nelle Notitiae Episcopatuum del patriarcato fino al XII secolo, sono noti due soli vescovi di Paleopoli: Libanio, che prese parte al concilio di Efeso nel 431; e Porfirio, che sottoscrisse nel 458 la lettera dei vescovi della Panfilia Seconda all'imperatore Leone I dopo la morte del patriarca Proterio di Alessandria.
Dal 1933 Paleopoli di Pamfilia è annoverata tra le sedi vescovili titolari della Chiesa cattolica; la sede è vacante dal 25 aprile 1985.

## Cronotassi

### Vescovi greci
- Libanio † (menzionato nel 431)
- Porfirio † (menzionato nel 458)

### Vescovi titolari
- Ioan Dragomir[5] † (6 marzo 1949 ordinato - 25 aprile 1985 deceduto)[6]